# Anforderungsdiagramm

Anforderungsdiagramm

Ein Anforderungsdiagramm (engl. Requirement Diagram) ist ein Diagramm, welches  speziell in SysML Verwendung findet. In einem Anforderungsdiagramm werden die Anforderungen an ein System, Relationen zwischen diesen und deren Bezüge zu anderen Modellelementen wie folgt aufgezeigt.
Derive Requirement RelationshipLässt sich eine Anforderung von einer anderen Anforderung ableiten, wird ihre Relation als „Derive Requirement Relationship“ bezeichnet. Sie ist von der abgeleiteten Anforderung auf die ursprüngliche Anforderung gerichtet und wird mit «deriveReqt» gekennzeichnet.
Namespace ContainmentIst eine Anforderung in einer anderen Anforderung enthalten, spricht man von „Namespace Containment“.
Satisfy RelationshipWird eine Anforderung von einem Designelement erfüllt, handelt es sich um eine „Satisfy Relationship“. Sie ist vom Designelement zur Anforderung gerichtet und wird mit «satisfy» gekennzeichnet.
Copy RelationshipIst eine Anforderung eine Kopie einer anderen Anforderung, wird die Beziehung zwischen diesen als „Copy Relationship“ bezeichnet. Sie ist von der Kopie zum Original gerichtet und wird mit «copy» gekennzeichnet.
Verify RelationshipKann eine Anforderung durch einen Test verifiziert werden, spricht man von „Verify Relationship“. Sie ist vom Test auf die zu verifizierende Anforderung gerichtet und wird mit «verify» gekennzeichnet.
Test CaseEin Test Case definiert einen Fall, der überprüft, ob das betrachtete System die Anforderung erfüllt.
Refine RelationshipWird eine Anforderung durch weitere Anforderungen/Modellelemente detaillierter beschrieben, so spricht man von „Refine Relationship“. Sie ist von der verfeinerten/detaillierteren Anforderung/Modellelement auf die zu verfeinernde/allgemeinere Anforderung gerichtet und wird mit «refine» gekennzeichnet.
Trace RelationshipBesteht eine Beziehung zwischen einer Anforderung und einem beliebigen Modellelement, handelt es sich um eine „Trace Relationship“, vorausgesetzt, ein Fall von Traceability liegt vor. Sie wird mit «trace» gekennzeichnet. Sie ist beispielsweise von einer funktionalen Anforderung auf eine nicht-funktionale Anforderung gerichtet.